# Pseudechinolaena camusiana
Pseudechinolaena camusiana là một loài thực vật có hoa trong họ Hòa thảo. Loài này được Bosser miêu tả khoa học đầu tiên năm 1975.